# Keith Thurman
Keith Thurman Jr. (Clearwater, 23 novembre 1988) è un pugile statunitense.
Soprannominato "One Time", è stato detentore delle cinture WBA e WBC dei pesi welter. Dal 2013 al 2015 è stato campione WBA ad interim. Si distingue per il suo stile di combattimento molto aggressivo e per la potenza dei suoi colpi.

## Carriera
Thurman compie il suo debutto da professionista il 9 novembre 2007, sconfiggendo il panamense Kensky Rodney per KO tecnico alla prima ripresa.
Il 4 marzo 2017 aggiunge alla sua corona il titolo WBC, grazie ad una vittoria per decisione non unanime contro l'imbattuto campione Danny García al Barclays Center di Brooklyn, dinnanzi a 16.000 spettatori. Con tale prestazione diviene così il primo pugile ad unificare le cinture di categoria sin dal ritiro di Mayweather nel 2015.